# فهرست قسمت‌های چیزهای عجیب
چیزهای عجیب یک سریال اینترنتی آمریکایی، در سبک علمی تخیلی و وحشت روانشناختی است که توسط برادران دافر ساخته شده‌است. چیزهای عجیب از برنامه‌های اصلی نت‌فلیکس است و خود برادران دافر به همراه شاون لوی و دن کوهن تهیه‌کننده اجرایی آن هستند. فین ولفهارد، میلی بابی براون، نوآ اشنپ، گیتن ماتارازو ،کلب مک لاگلین، وینونا رایدر، دیوید هاربر، ناتالیا دایر، چارلی هیتون، جو کیری و کارا بوینو از جمله بازیگران اصلی سریال هستند.
تاکنون چهار فصل از سریال ساخته و پخش شده‌است. فصل اول سریال در تاریخ ۱۵ ژوئیه ۲۰۱۶ و در هشت قسمت یک ساعته توسط نت‌فلیکس منتشر شد. فصل دوم نیز در ۹ قسمت و در تاریخ ۲۷ اکتبر ۲۰۱۷ پخش شد. فصل سوم باز هم در هشت قسمت و در تاریخ ۴ ژوئیه ۲۰۱۹ پخش شد. فصل چهارم با نه قسمت در قالب دو جلد در ۲۷ مهٔ ۲۰۲۲ و در ۱ ژوئیه ۲۰۲۲ منتشر شد.

## نگاه کلی
| فصل | قسمت‌ها | قسمت‌ها | تاریخ اصلی پخش | تاریخ اصلی پخش |
| --- | ------ | ------ | -------------- | -------------- |
| ۱   | ۸      | ۸      | ۱۵ ژوئیه ۲۰۱۶  | ۱۵ ژوئیه ۲۰۱۶  |
| ۲   | ۹      | ۹      | ۲۷ اکتبر ۲۰۱۷  | ۲۷ اکتبر ۲۰۱۷  |
| ۳   | ۸      | ۸      | ۴ ژوئیه ۲۰۱۹   | ۴ ژوئیه ۲۰۱۹   |
| ۴   | ۹      | ۷      | ۲۷ مه ۲۰۲۲     | ۲۷ مه ۲۰۲۲     |
| ۴   | ۹      | ۲      | ۱ ژوئیه ۲۰۲۲   | ۱ ژوئیه ۲۰۲۲   |
| ۵   | ۸      | ۸      | ۲۰۲۵           | ۲۰۲۵           |

## فصل‌ها و قسمت‌ها

### فصل اول (۲۰۱۶)
| شم. کلی | شم. در فصل | عنوان                              | کارگردان     | نویسنده          | تاریخ انتشار اصلی |
| ------- | ---------- | ---------------------------------- | ------------ | ---------------- | ----------------- |
| ۱       | ۱          | «بخش اول: ناپدید شدن ویل بایرز»    | برادران دافر | برادران دافر     | ۱۵ ژوئیه ۲۰۱۶     |
| ۲       | ۲          | «بخش دوم: آدم عجیب در خیابان میپل» | برادران دافر | برادران دافر     | ۱۵ ژوئیه ۲۰۱۶     |
| ۳       | ۳          | «بخش سوم: هالی، سرخوش»             | شاون لوی     | جسیکا مک کلانبرگ | ۱۵ ژوئیه ۲۰۱۶     |
| ۴       | ۴          | «بخش چهارم: جسد»                   | شاون لوی     | جاستین دابل      | ۱۵ ژوئیه ۲۰۱۶     |
| ۵       | ۵          | «بخش پنجم: کک و بندباز»            | برادران دافر | آلیسون تالک      | ۱۵ ژوئیه ۲۰۱۶     |
| ۶       | ۶          | «بخش ششم: هیولا»                   | برادران دافر | جسی نیکسون-لوپز  | ۱۵ ژوئیه ۲۰۱۶     |
| ۷       | ۷          | «بخش هفتم: وان حمام»               | برادران دافر | جاستین دابل      | ۱۵ ژوئیه ۲۰۱۶     |
| ۸       | ۸          | «بخش هشتم: دنیای وارونه»           | برادران دافر | برادران دافر     | ۱۵ ژوئیه ۲۰۱۶     |

### فصل دوم (۲۰۱۷)
| شم. کلی | شم. در فصل | عنوان                        | کارگردان      | نویسنده         | تاریخ انتشار اصلی |
| ------- | ---------- | ---------------------------- | ------------- | --------------- | ----------------- |
| ۹       | ۱          | «بخش اول: مکس دیوانه»        | برادران دافر  | برادران دافر    | ۲۷ اکتبر ۲۰۱۷     |
| ۱۰      | ۲          | «بخش دوم: قاشق زنی، خل و چل» | برادران دافر  | برادران دافر    | ۲۷ اکتبر ۲۰۱۷     |
| ۱۱      | ۳          | «بخش سوم: بچه وزغ»           | شاون لوی      | جاستین دوبل     | ۲۷ اکتبر ۲۰۱۷     |
| ۱۲      | ۴          | «بخش چهارم: ویل دانا»        | شاون لوی      | پائول دیچر      | ۲۷ اکتبر ۲۰۱۷     |
| ۱۳      | ۵          | «بخش پنجم: دیگ داگ»          | اندرو استنتون | جسی نیکسون-لوپز | ۲۷ اکتبر ۲۰۱۷     |
| ۱۴      | ۶          | «بخش ششم: جاسوس»             | اندرو استنتون | کیتی ترفی       | ۲۷ اکتبر ۲۰۱۷     |
| ۱۵      | ۷          | «بخش هفتم: خواهر گمشده»      | ربکا توماس    | جاستین دوبل     | ۲۷ اکتبر ۲۰۱۷     |
| ۱۶      | ۸          | «بخش هشتم: جلاد ذهن»         | برادران دافر  | برادران دافر    | ۲۷ اکتبر ۲۰۱۷     |
| ۱۷      | ۹          | «بخش نهم: دروازه»            | برادران دافر  | جاستین دابل     | ۲۷ اکتبر ۲۰۱۷     |

### فصل سوم (۲۰۱۹)
| شم. کلی | شم. در فصل | عنوان                             | کارگردان      | نویسنده      | تاریخ پخش اصلی |
| ------- | ---------- | --------------------------------- | ------------- | ------------ | -------------- |
| ۱۸      | ۱          | «بخش اول: سوزی، صدام رو می‌شنوی؟»  | برادران دافر  | برادران دافر | ۴ ژوئیه ۲۰۱۹   |
| ۱۹      | ۲          | «بخش دوم: موش‌های صحرایی»          | برادران دافر  | برادران دافر | ۴ ژوئیه ۲۰۱۹   |
| ۲۰      | ۳          | «بخش سوم: پرونده نجات غریق گمشده» | شاون لوی      | ویلیام بریجز | ۴ ژوئیه ۲۰۱۹   |
| ۲۱      | ۴          | «بخش چهارم: آزمایش سونا»          | شاون لوی      | کیت ترفری    | ۴ ژوئیه ۲۰۱۹   |
| ۲۲      | ۵          | «بخش پنجم: لو رفته»               | اوتا بریزویتز | پائول دیشتر  | ۴ ژوئیه ۲۰۱۹   |
| ۲۳      | ۶          | «بخش ششم: از بین بسیاری، یکی»     | اوتا بریزویتز | کرتیس گوین   | ۴ ژوئیه ۲۰۱۹   |
| ۲۴      | ۷          | «بخش هفتم: نیش»                   | برادران دافر  | برادران دافر | ۴ ژوئیه ۲۰۱۹   |
| ۲۵      | ۸          | «بخش هشتم: نبرد استارکورت»        | برادران دافر  | برادران دافر | ۴ ژوئیه ۲۰۱۹   |

### فصل چهارم (۲۰۲۲)
| Volume ۱ |   |                                        |              |                   |              |
| ۲۶       | ۱ | «بخش اول: کلوب هل‌فایر»                 | برادران دافر | برادران دافر      | ۲۷ مه ۲۰۲۲   |
| ۲۷       | ۲ | «بخش دوم: نفرین وکنا»                  | برادران دافر | برادران دافر      | ۲۷ مه ۲۰۲۲   |
| ۲۸       | ۳ | «بخش سوم: هیولا و ابرقهرمان»           | شاون لوی     | کیتلین اشنایدرهان | ۲۷ مه ۲۰۲۲   |
| ۲۹       | ۴ | «بخش چهارم: بیلی عزیز»                 | شان لوی      | پل دیشتر          | ۲۷ مه ۲۰۲۲   |
| ۳۰       | ۵ | «بخش پنجم: پروژهٔ نینا»                 | نیمرود آنتال | کیت ترفری         | ۲۷ مه ۲۰۲۲   |
| ۳۱       | ۶ | «بخش ششم: شیرجه»                       | نمرود آنتال  | کورتیس گوین       | ۲۷ مه ۲۰۲۲   |
| ۳۲       | ۷ | «بخش هفتم: کشتار در آزمایشگاه هاوکینز» | برادران دافر | برادران دافر      | ۲۷ مه ۲۰۲۲   |
| Volume ۲ |   |                                        |              |                   |              |
| ۳۳       | ۸ | «بخش هشتم: پاپا»                       | برادران دافر | برادران دافر      | ۱ ژوئیه ۲۰۲۲ |
| ۳۴       | ۹ | «بخش نهم: کول‌کردن»                     | برادران دافر | برادران دافر      | ۱ ژوئیه ۲۰۲۲ |

### فصل پنجم (۲۰۲۵)
| شم. کلی | شم. در فصل | عنوان              | کارگردان       | نویسنده      | تاریخ انتشار اصلی |
| ------- | ---------- | ------------------ | -------------- | ------------ | ----------------- |
| ۳۵      | ۱          | «بخش اول: خزیدن»   | برادران دافر   | برادران دافر | ۲۰۲۵              |
| ۳۶      | ۲          | TBA                | اعلان‌نشده      | اعلان‌نشده    | ۲۰۲۵              |
| ۳۷      | ۳          | «تله ترن‌بو»        | فرانک دارابونت | اعلان‌نشده    | ۲۰۲۵              |
| ۳۸      | ۴          | «جادوگر»           | برادران دافر   | اعلان‌نشده    | ۲۰۲۵              |
| ۳۹      | ۵          | «شاک جاک»          | اعلان‌نشده      | اعلان‌نشده    | ۲۰۲۵              |
| ۴۰      | ۶          | «فرار از کامازوتز» | اعلان‌نشده      | اعلان‌نشده    | ۲۰۲۵              |
| ۴۱      | ۷          | «پل»               | اعلان‌نشده      | اعلان‌نشده    | ۲۰۲۵              |
| ۴۲      | ۸          | «رایت‌ساید بالا»    | برادران دافر   | اعلان‌نشده    | ۲۰۲۵              |